# 온난 습윤 기후

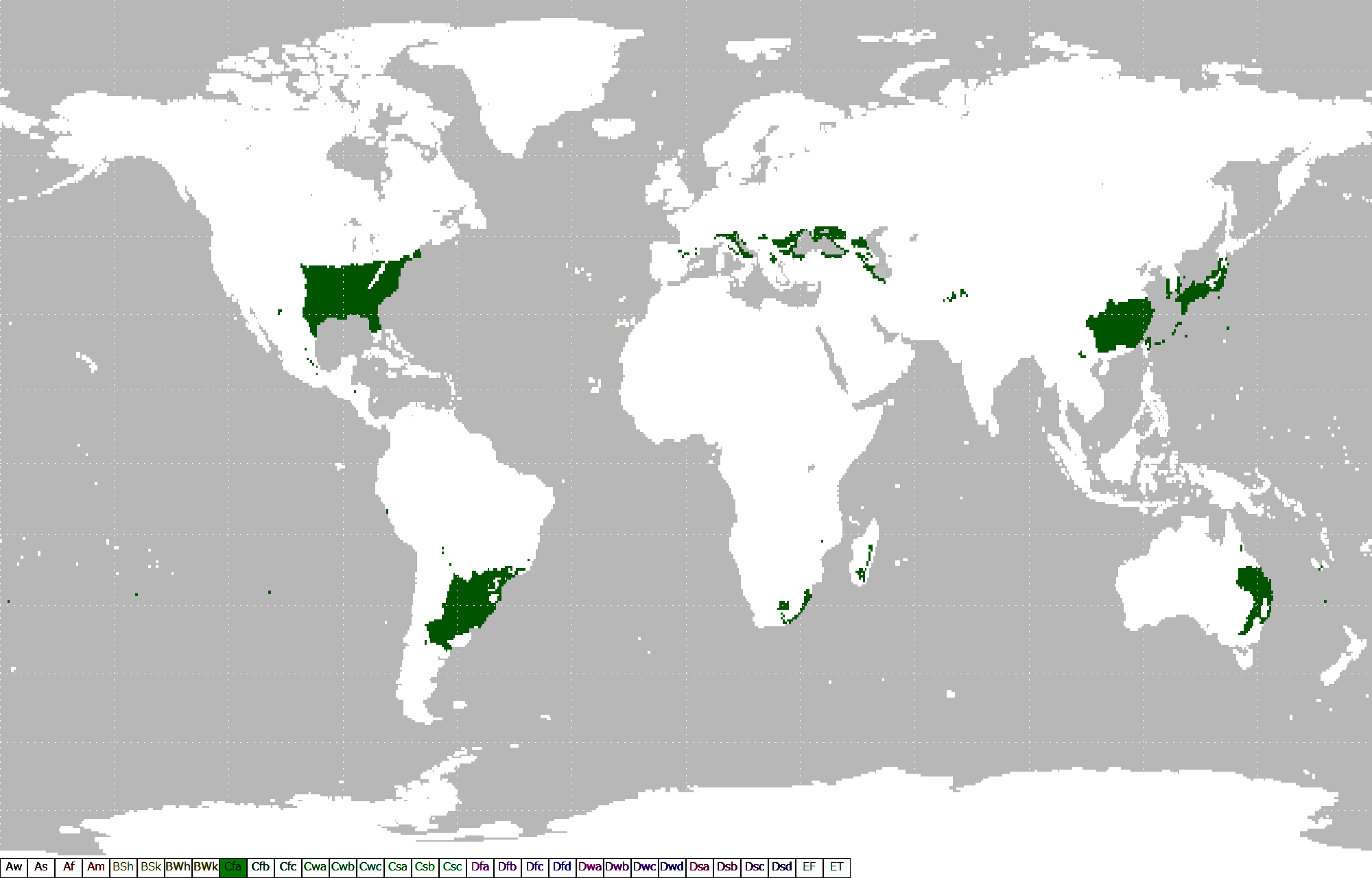
온난 습윤 기후의 분포 모습.

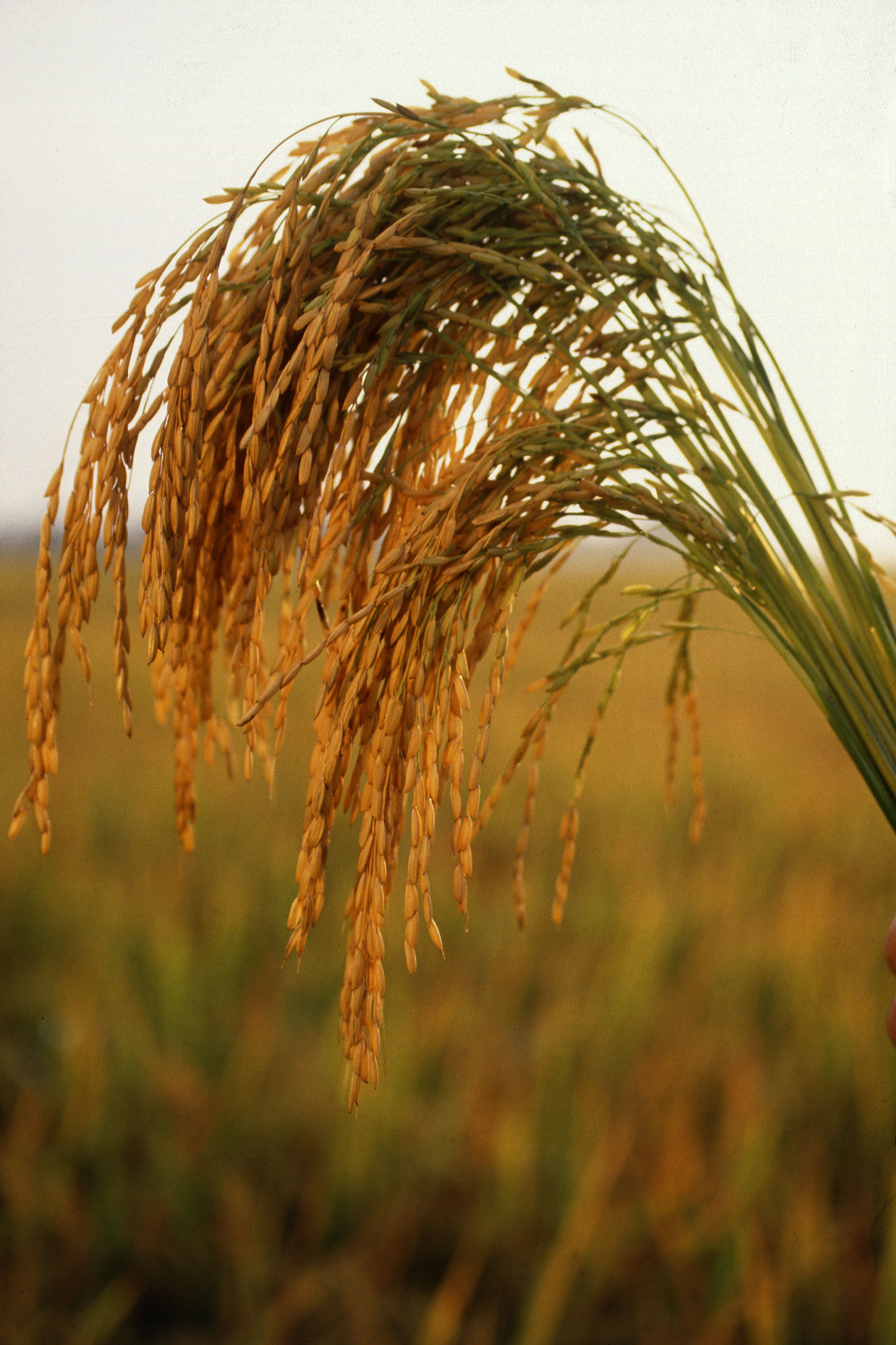
온난 습윤 기후를 가진 아시아 지역은 쌀을 주로 재배한다. 최근에는 미국에서도 쌀을 재배하기도 한다.

온난 습윤 기후(溫暖濕潤氣候)는 쾨펜의 기후 구분에서 온대 기후에 속하며, 기호는 Cfa이다. 온대 몬순 기후라고도 한다. 계절풍의 영향을 받는 지역으로, 여름에는 기온이 높고 비가 많이 내리며, 겨울에는 기온이 낮고 건조하다. 열대 몬순 기후는 적도 근처의 지역인 것에 반해, 온난 습윤 기후는 남북 위도상 약 30˚~40˚정도에 위치한다. 4계절이 매우 뚜렷하며, 전체적으로는 습하다.
계절풍의 영향을 받기 때문에, 여름과 겨울의 연교차가 심하게 나타나며, 여름에는 주로 해양의 영향을 많이 받고 겨울에는 대륙의 영향을 많이 받는다.
이런 온난 습윤 기후에 속하는 지역으로는, 대한민국 황해 연안의 대부분과 동해 연안, 일본 규슈 및 시코쿠와 혼슈 중부 및 남부 지역, 미국 동부 해안 지방, 중국의 화중과 화둥 일부, 남아메리카의 팜파스, 오스트레일리아 동부 등이 있으며, 주요 작물로는 벼와 목화 등이 있다. 벼와 차 같은 종류는 일찍부터 아시아에서 재배되어 왔고, 미국과 팜파스 지역에서는 옥수수 따위를 재배하기도 한다.
온난 습윤 기후에서는 주로 상록활엽수가 자라며, 특히 이 중에서 동백나무와 같은 조엽수로 이루어진 조엽수림이 잘 나타난다. 토양은 갈색삼림토가 나타난다.
이와 같이 온난 습윤 기후는 온대 기후임에도 열대 기후에 가깝게 느껴지는데 겨울철 기온이 낮지 않은 경우는 아열대 기후(난대 기후)라고 불리기도 한다.

## 같이 보기
- 쾨펜의 기후 구분
- 온대 기후
- 온대 하우 기후